# 哲学范畴
哲学范畴是哲学里概括与抽象程度较高的概念，如物质与精神、信息与能量、运动与静止、必然与偶然、规律与混沌、对立与统一、系统与要素、结构与建构、理性与信仰、利己与利他等。